# 김태균 (1982년)
김태균(金泰均, 1982년 5월 29일~)은 전 KBO 리그 한화 이글스의 내야수 겸 지명타자로 현 KBO 리그 한화 이글스 단장 어드바이저 겸 KBS N 스포츠의 야구 해설위원으로 활동 중이며 2010년 아시안 게임 금메달리스트이다.

## 선수 시절

### 아마추어 시절
아버지에 이끌려 천안남산초등학교에서 2학년 2학기부터 야구를 시작했다. 천안북중을 거쳐 북일고에 진학했다. 북일고 시절 야구 유망주에게 주는 박찬호 야구 장학금을 받았다. 2000년에 청소년 야구 국가대표팀으로 뽑혀 세계 청소년 야구 국제대회에 출전해 동갑인 이대호, 정근우, 추신수와 함께 청소년 대표팀 우승을 이끌었다. 세계 청소년 야구 국제 대회에 출전해 타율 0.433(30타수 13안타), 3홈런, 11타점을 기록했다.

### 한국 프로야구 시절

#### 한화 이글스시절
2001년 신인 드래프트에서 1차 지명으로 입단했다. 입단 계약 조건은 계약금 1억 6,000만원, 연봉 2,000만원이었다. 입단 첫 해인 2001년에 88경기에 출전해 3할대 타율, 20홈런을 기록해 그 해 신인왕에 올랐으며, 2002년 10번을 달고 2년차 징크스에 시달렸다. 그 후 등번호를 다시 52번으로 교체했고 이는 그의 상징이 됐다.
2003년에는 31홈런을 쳐 내 팀 내 4번 타자로 자리잡기 시작했다. 2005년에는 골든 글러브(1루수 부문)를 수상했다. 2007년 올스타전에 출전해 홈런 레이스에서 9홈런을 쳐서 우승했다.
2005년 시즌 3할대 타율, 146안타, 23홈런, 100타점을 기록해 첫 골든 글러브(1루수 부문)를 수상했다. 2006년 WBC에 국가대표로 선출됐다.
2008년 시즌 타율 5위, 홈런 1위, 타점 4위, 장타율 1위를 기록해 홈런왕과 최고 장타율 타이틀을 수상했고, 2005년 수상 후 두 번째 골든 글러브 상(1루수 부문)을 수상함과 동시에 유효표 346표 중 332표를 얻어 최다 득표를 기록했다.
2009년 WBC에서 홈런, 타점 1위로 뛰어난 활약을 펼쳤다. 개막 직후 한때 4할이 넘는 타율을 기록했지만 4월 26일 두산 베어스와의 경기 중 홈으로 쇄도 중 포수 최승환과의 충돌을 피하려다 넘어져 뇌진탕으로 병원으로 후송됐다. 이 후유증으로 한때 2군에서 재활했다. 뇌진탕 후유증에도 불구하고 19홈런을 쳐 냈다. 이를 일찍부터 지켜 본 지바 롯데 마린스는 FA 자격을 취득하는 그를 영입하기로 했고, 2009년 11월 13일 최장 3년간 총액 7억엔(90억)에 계약을 맺었다.

### 일본 프로야구 시절

#### 지바 롯데 마린스시절
2009년 11월에 FA를 신청했다. 많은 국내외 구단에서 러브콜을 받았으나 13일에 일본 진출을 선언했다. 등번호는 한화 이글스에서 쓰던 52번으로 결정했다. 등록명은 본명과 같고, 유니폼 백 네임은 ‘TAEKYUN’으로 정했다.
다비치의 ‘8282’를 개사한 곡과 한화 이글스 시절에 썼던 응원가 두 곡이 응원가로 쓰였다.
일본에 진출한 한국 선수로는 임창용에 이어 두 번째로 올스타전 팬 투표에서 퍼시픽 리그 1루수 부문 1위와 최다 득표 선수로 뽑혔다. 한국 선수가 리그 최다 득표 선수로 뽑힌 것과 일본 진출 첫 해에 팬투표 1위를 차지한 것 모두 최초였다. 그가 일본 진출 첫 해에 퍼시픽 리그 플레이오프를 넘고 일본 시리즈에서 안타와 타점을 올리는 등 일본 시리즈 우승에 기여했고, 개인 첫 우승을 기록했다.

### 한국 프로야구 복귀

#### 한화 이글스복귀
2011년에 한국으로 돌아온 후 12월 12일에 역대 최고 연봉인 15억원을 받으며 복귀하였다.
2012년 전체적으로 장타력이 감소해 홈런이 줄었으나 9월까지 4할에 육박하는 타율을 기록하며 좋은 활약을 펼쳤다. 2013년 시즌에는 팀의 주장으로 선임됐으나 시즌 초반 팀이 심각한 부진에 빠지며 주저앉았고, 상대 팀의 집중 견제로 성적 부진에 시달려 시즌 중후반 타율은 3할 초반대, 홈런은 7개밖에 치지 못했다. 여기에 허리 부상까지 겹쳤으나 10월 2일 LG전에서 우규민을 상대로 9년 연속 두 자릿수 홈런을 기록했다.
2019년 시즌 후 FA 자격을 취득해 1년 총액 10억원에 잔류했다. 2020년 10월 21일에 은퇴를 선언했다.

## 야구선수 은퇴 후
2021년부터 KBO 리그 한화 이글스의 단장 어드바이저 겸 KBS N 스포츠의 야구 해설위원으로 활동한다.

## 에피소드
- 지바 롯데 마린스 시절 일본 롯데리아에서 그의 활약을 기대하며 김치가 들어간 햄버거인 ‘김치 태균 버거’를 홈 구장인 지바 마린 스타디움 내 점포에서 한정 판매했다.

홈 경기에서 홈런을 쳤을 때 홈런을 친 순간부터 그의 등번호와 같은 숫자인 52개 한정으로 통상 가격 400엔의 8분의 1인 50엔으로 가격 인하해 판매했다. 2010년 5월 3일 홋카이도 닛폰햄 파이터스와의 7차전에서 홈구장 첫 홈런이자 시즌 6호 홈런을 치면서‘김치 태균 버거’의 첫 가격 인하가 실시됐고 8분 만에 52개가 모두 팔려나갔다. 그러나 5회말에 그의 연타석 홈런이 터지며 다시 '김치 태균 버거’의 가격 인하가 실시됐는데 이미 이 날 준비했던‘김치 태균 버거’가 모두 팔려나가고 없었기 때문에 통상 가격 410엔의 치즈 버거를 급하게 52개 한정 50엔으로 인하해 판매하는 해프닝이 생겼다. 이 기획의 발안은 당시의 팀 메이트였던 지바 롯데 마린스의 이구치 감독. 그에게 이야기를 했을 때의 정말 빛나는 표정은 잊을 수 없다는 것.

## 별명
박용택과 더불어 별명이 많은 선수인데, '김똑딱' '김출루' '김거포' '김타점' '김안타' '김실책' '김캐치' '김질주' 등의 별명을 가지고 있다. 그의 별명이 김별명인 바, 획을 하나 뺀 KIA 타이거즈의 포수 김태군의 별명은 '김별멍'이며, 획을 두 개 뺀 삼성 라이온즈의 외야수 김태근의 별명은 '김별밍'이다.

## 미디어
- SBS 파워FM 두시탈출 컬투쇼 - 2008년 8월 14일, 한화 이글스의 팀 동료인 정민철과 출연
- KBS2 여유만만 - 2009년 12월 22일, LG 트윈스의 봉중근, 정성훈, 이택근, 거리의 시인들의 노현태와 출연
- SBS 파워FM 두시탈출 컬투쇼 - 2009년 12월 26일
- SBS 절친노트 3 - 2010년 1월 15일, LG 트윈스의 봉중근과 출연
- KBS2 슈퍼맨이 돌아왔다 - 2021년 10월 24일 ~ 2022년 6월 3일 : 두 자녀와 동반 출연

## 대한민국 야구 국가대표팀 활약

### WBC

#### 2006년
- 본선 미국전을 포함 총 3경기에 나와 1타수 무안타, 2볼넷, 1득점을 기록했다.[9]

#### 2009년
| 팀 | 1 | 2 | 3 | 4 | 5 | 6 | 7 | 8 | 9 | R | H  | E |
| 멕시코 | 0 | 2 | 0 | 0 | 0 | 0 | 0 | 0 | 0 | 2 | 9  | 1 |
| 대한민국 | 0 | 2 | 0 | 1 | 1 | 0 | 4 | 0 | X | 8 | 12 | 1 |
| 승리 투수: 정현욱 패전 투수: 올리버 페레스 홈런: 한국 – 이범호 (2회 1사, 올리버 페레스를 상대로 1점 홈런), 김태균 (4회 무사, 올리버 페레스를 상대로 1점 홈런), 고영민 (5회 2사, 올리버 페레스를 상대로 1점 홈런 |   |   |   |   |   |   |   |   |   |   |    |   |

| 팀                                                      | 1 | 2 | 3 | 4 | 5 | 6 | 7 | 8 | 9 | R | H | E |
| 일본                                                    | 0 | 0 | 0 | 0 | 1 | 0 | 0 | 0 | 0 | 1 | 7 | 1 |
| 대한민국                                                | 3 | 0 | 0 | 0 | 0 | 0 | 0 | 1 | X | 4 | 4 | 0 |
| 승리 투수: 봉중근 패전 투수: 다르빗슈 유 세이브: 임창용 |   |   |   |   |   |   |   |   |   |   |   |   |

| 팀 | 1 | 2 | 3 | 4 | 5 | 6 | 7 | 8 | 9 | R  | H  | E |
| 대한민국 | 5 | 2 | 0 | 1 | 0 | 2 | 0 | 0 | 0 | 10 | 10 | 1 |
| 베네수엘라 | 0 | 0 | 1 | 0 | 0 | 0 | 1 | 0 | 0 | 2  | 9  | 5 |
| 승리 투수: 윤석민 패전 투수: 카를로스 실바 세이브: 없음 홈런: 한국 – 추신수 (1회 1사, 카를로스 실바를 상대로 중월 3점 홈런), 김태균 (2회 1사, 카를로스 실바를 상대로 좌월 2점 홈런) 베네수엘라 – 카를로스 기엔 (7회 무사, 윤석민을 상대로 우월 1점 홈런) |   |   |   |   |   |   |   |   |   |    |    |   |

- 이 대회에서 홈런왕(3홈런)와 타점왕(11타점)에 올랐다.[13]

#### 2017년
예선 3경기(이스라엘전,네덜란드전 선발 출전 3번타자,대만전 7번타자 박건우 교체 출전)에 나와 이스라엘전 3타수 무안타 1볼넷 2삼진, 네덜란드전 4타수 무안타, 대만전 10회초 2점 홈런을 기록하며 1타수 1안타(1홈런) 2타점 1득점을 기록해 총 3경기에서 8타수 1안타(1홈런) 타율 0.125, 1볼넷, 2타점, 1득점을 기록했다.

### 2010년 광저우 아시안 게임
대만전에 4타석에 나와 4볼넷을 기록했다.

## 수상 경력
- 2001년 프로야구 신인왕
- 2005년, 2008년, 2016년 KBO 골든글러브
- 2008년 프로야구 홈런왕, 장타율왕
- 2009년 WBC 우수 선수
- 2012년 ~ 2014년, 2016년 KBO 출루율왕
- 2012년 프로야구 타격왕

## 주요 기록

### 대한민국

#### 2001년
- 5월 19일 대전 삼성 라이온즈전 : 프로 첫 홈런

#### 2003년
- 6월 10일 광주 KIA 타이거즈전 : 프로 첫 만루홈런

#### 2008년
- 7월 17일 대전 LG 트윈스전 : 만루홈런 (5회말 2-3 풀카운트에서 투수 이재영을 상대로)

#### 2009년
- 4월 21일 목동 히어로즈전 : 개인 통산 1,000안타 (역대 56번째)[14](5회 마일영 상대)
- 7월 7일 히어로즈전 : 만루홈런 (조용훈 상대)

#### 2012년
- 7월 8일 대전 SK 와이번스전 : KBO 리그 통산 200홈런 (6회말 투수 윤희상 상대)

#### 2016년
- 10월 3일 잠실 두산 베어스전 : KBO 최초 한 시즌 300출루 (1회초 투수 안규영 상대)

### 일본

#### 첫 기록
- 첫 출전·첫 선발 출전 : 2010년 3월 20일, 대 사이타마 세이부 라이온스 1차전 (세이부 돔), 개막전 4번·1루수로 선발 출전
- 첫 타석 : 상동, 1회 초 와쿠이 히데아키에게 헛스윙 삼진.※다음 날 호아시 가즈유키에게 2삼진을 당하여 개막 6연타석 삼진
- 첫 안타 : 2010년 3월 22일, 대 사이타마 세이부 라이온스 3차전 (세이부 돔), 5회 초 노가미 료마에게 우전 안타
- 첫 타점 : 2010년 3월 27일, 대 홋카이도 닛폰햄 파이터스 2차전 (지바 마린 스타디움), 3회 말 다르빗슈 유에게 희생플라이
- 첫 홈런 : 2010년 4월 2일, 대 오릭스 버펄로스 1차전 (교세라 돔 오사카), 5회 초 곤도 가즈키에게 중월 투런 홈런
- 첫 만루 홈런 : 2010년 6월 7일, 대 도쿄 야쿠르트 스왈로스 4차전 (메이지 진구 구장), 7회 초 마스부치 다쓰요시에게 좌월 만루 홈런

### 기타
- 한일 통산 200 홈런 : 2010년 6월 16일, 대 요미우리 자이언츠 2차전 (도쿄 돔), 8회 후쿠다 사토시에게 투런 홈런
- KBO 리그 최초 단일 시즌 300출루
- 야구 역사상 최초 86경기 연속 출루

## 등번호

### KBO(한화 이글스)
- 52 (2001년, 2003년 ~ 2009년, 2012년 ~)(영구 결번)
- 10 (2002년)

### NPB(지바 롯데 마린스)
- 52 (2010년 ~ 2011년)

## 가족 관계
- 배우자 김석류 (2010년 ~ 현재)
- 자녀 김효린, 김하린

## 출신 학교
- 천안남산초등학교
- 천안북중학교
- 북일고등학교
- 대전대학교

## 통산 기록
| 연 도          | 소 속          | 나 이          | 출 장 | 타 석 | 타 수 | 득 점 | 1 루 타 | 2 루 타 | 3 루 타 | 홈 런 | 타 점 | 도 루 | 도 실 | 볼 넷 | 삼 진 | 타 율 | 출 루 율 | 장 타 율 | O P S | 루 타 | 병 살 타 | 몸 맞 | 희 타 | 희 플 | 고 4 |
| -------------- | -------------- | -------------- | ----- | ----- | ----- | ----- | ------- | ------- | ------- | ----- | ----- | ----- | ----- | ----- | ----- | ----- | -------- | -------- | ----- | ----- | -------- | ----- | ----- | ----- | ---- |
| 2001           | 한화           | 19             | 88    | 289   | 245   | 51    | 82      | 13      | 2       | 20    | 54    | 2     | 0     | 40    | 72    | .335  | .436     | .649     | 1.085 | 159   | 4        | 4     | 0     | 0     | 2    |
| 2002           | 한화           | 20             | 105   | 344   | 298   | 25    | 76      | 11      | 0       | 7     | 34    | 2     | 1     | 41    | 103   | .255  | .347     | .362     | .709  | 108   | 13       | 2     | 1     | 2     | 2    |
| 2003           | 한화           | 21             | 133   | 573   | 479   | 67    | 153     | 24      | 2       | 31    | 95    | 3     | 2     | 79    | 106   | .319  | .424     | .572     | .996  | 274   | 13       | 9     | 4     | 2     | 6    |
| 2004           | 한화           | 22             | 129   | 556   | 473   | 76    | 153     | 26      | 1       | 23    | 106   | 2     | 1     | 70    | 99    | .323  | .412     | .529     | .940  | 250   | 11       | 6     | 0     | 7     | 3    |
| 2005           | 한화           | 23             | 124   | 529   | 461   | 73    | 146     | 33      | 2       | 23    | 100   | 3     | 1     | 60    | 73    | .317  | .401     | .547     | .947  | 252   | 20       | 6     | 0     | 2     | 5    |
| 2006           | 한화           | 24             | 124   | 511   | 423   | 66    | 123     | 27      | 0       | 13    | 73    | 2     | 0     | 82    | 89    | .291  | .405     | .447     | .852  | 189   | 18       | 2     | 0     | 4     | 1    |
| 2007           | 한화           | 25             | 118   | 491   | 393   | 62    | 114     | 13      | 0       | 21    | 85    | 2     | 1     | 90    | 70    | .290  | .420     | .483     | .903  | 190   | 13       | 2     | 0     | 6     | 4    |
| 2008           | 한화           | 26             | 115   | 484   | 410   | 81    | 133     | 27      | 1       | 31    | 92    | 2     | 0     | 64    | 67    | .324  | .417     | .622     | 1.039 | 255   | 8        | 5     | 0     | 5     | 4    |
| 2009           | 한화           | 27             | 95    | 389   | 336   | 63    | 111     | 15      | 0       | 19    | 62    | 0     | 0     | 45    | 71    | .330  | .417     | .545     | .961  | 183   | 12       | 6     | 0     | 2     | 4    |
| 2010           | 지바 롯데      | 28             | 141   | 614   | 527   | 68    | 141     | 22      | 0       | 21    | 92    | 0     | 0     | 74    | 140   | .268  | .357     | .429     | .786  | 226   | 24       | 4     | 0     | 9     | 1    |
| 2011           | 지바 롯데      | 29             | 31    | 119   | 104   | 7     | 26      | 5       | 0       | 1     | 14    | 0     | 0     | 12    | 23    | .250  | .336     | .327     | .663  | 34    | 4        | 2     | 0     | 1     | 0    |
| 2012           | 한화           | 30             | 126   | 513   | 416   | 61    | 151     | 24      | 0       | 16    | 80    | 3     | 1     | 81    | 69    | .363  | .474     | .536     | 1.010 | 223   | 11       | 11    | 0     | 5     | 8    |
| 2013           | 한화           | 31             | 101   | 430   | 345   | 41    | 110     | 24      | 0       | 10    | 52    | 0     | 3     | 73    | 67    | .319  | .444     | .475     | .920  | 164   | 14       | 8     | 0     | 4     | 7    |
| 2014           | 한화           | 32             | 118   | 508   | 422   | 66    | 154     | 30      | 0       | 18    | 84    | 0     | 2     | 70    | 73    | .365  | .463     | .564     | 1.027 | 238   | 18       | 11    | 0     | 5     | 1    |
| 2015           | 한화           | 33             | 133   | 524   | 408   | 61    | 129     | 28      | 0       | 21    | 104   | 3     | 1     | 98    | 80    | .316  | .457     | .539     | .996  | 220   | 19       | 12    | 1     | 5     | 12   |
| 2016           | 한화           | 34             | 144   | 652   | 529   | 94    | 193     | 39      | 0       | 23    | 136   | 1     | 0     | 108   | 97    | .365  | .475     | .569     | 1.044 | 301   | 11       | 9     | 0     | 6     | 10   |
| 2017           | 한화           | 35             | 94    | 407   | 356   | 51    | 121     | 22      | 0       | 17    | 76    | 0     | 0     | 43    | 56    | .340  | .413     | .545     | .958  | 194   | 13       | 4     | 0     | 4     | 7    |
| 2018           | 한화           | 36             | 73    | 271   | 254   | 25    | 80      | 11      | 0       | 10    | 34    | 0     | 1     | 13    | 56    | .315  | .358     | .476     | .834  | 121   | 7        | 4     | 0     | 0     | 1    |
| 2019           | 한화           | 37             | 127   | 500   | 433   | 47    | 132     | 21      | 0       | 6     | 62    | 3     | 0     | 54    | 94    | .305  | .382     | .395     | .777  | 171   | 15       | 5     | 0     | 8     | 5    |
| 2020           | 한화           | 38             | 67    | 254   | 219   | 14    | 48      | 11      | 0       | 2     | 29    | 0     | 0     | 30    | 42    | .219  | .316     | .297     | .613  | 65    | 8        | 2     | 1     | 2     | 3    |
| KBO 통산: 18년 | KBO 통산: 18년 | KBO 통산: 18년 | 2014  | 8225  | 6900  | 1024  | 2209    | 399     | 8       | 311   | 1358  | 28    | 14    | 1141  | 1384  | .320  | .421     | .516     | .936  | 3557  | 228      | 108   | 7     | 69    | 85   |
| NPB 통산: 2년  | NPB 통산: 2년  | NPB 통산: 2년  | 172   | 733   | 631   | 75    | 167     | 27      | 0       | 22    | 106   | 0     | 0     | 86    | 163   | .259  | .346     | .378     | .724  | 260   | 28       | 6     | 0     | 10    | 1    |

- 시즌 기록 중 굵은 글씨는 해당 시즌 최고 기록, 빨간 글씨는 한국 프로야구 역사상 최고 기록